# Quronn-Lab.
Quronn-Lab.(クーロンラボ)は、「何でもアリが俺らを太くする」を合言葉に、下町を盛り上げるヒップホップ・サイエンティスト集団。東京で行われている「わっしょいCarnival」の首謀者。レーベルはRE:CREATION。

## 概要
東京の下町で暗躍する3MC+2トラックメイカーによるヒップホップ集団
グループ名は、グッチ、EL-Bonobo、N.M.P、FL CHEPACINO、Extra=Caffeineの5人が、電子の引き合う力の原理を証明したクーロンの法則の様に化学反応を起こす事から名付けられた。地元である足立区や荒川区南千住、浅草、上野、門前仲町で普通に見かけることが出来る。

## メンバー
グッチ(MC)
周りからは「リーダー」や「グッチさん」と呼ばれる。本人は、「俺たちは皆がリーダーだ」と語る。情熱的かつストレートで図太いラップが持ち味。車が大好きで、特にデコトラが好き。
EL-Bonobo(MC)
技巧派の畳みかけるスタイルが持ち味。お酒が好きで後輩からの信頼も厚く、飲み屋でQuronn-Lab.を見かけた場合の9割はEL-Bonoboと言われている。よく下町の飲み屋に出没。
N.M.P(MC)
聴くものを熱くさせる流れるフロウが持ち味。口数は少なくおとなしいが、実は誰よりも熱く、ダチ想いで曲がったことは許せない、いい意味で無骨。バイクと博多ラーメンが大好き。
FL CHEPACINO(Track Maker)
まさに「Mixture」という言葉がふさわしい殺人Track Maker。DJをしながら酒を飲むというほどの酒好き。本州を出ると、本気でパスポートが必要だと思っている。
Extra=Caffeine(Track Maker)
ヒップホップ・マナーに沿いヘッズの心を鷲掴みにするTrack Maker。趣味でトラックを作っては消している根っからの音楽好き。グループ1の変態。

## 作品
代表曲
- 「TRIBE」
- 「Beautiul Life」
- 「罪と罰」

- 2012年6月30日(土)にアナログレコード「TRIBE」を発売。
- 2017年7月26日(水)1stアルバム 「未完成交響楽」をTOWER RECORDS限定発売